# Lymantria ossea
Lymantria ossea is een vlinder uit de familie van de spinneruilen (Erebidae), onderfamilie donsvlinders (Lymantriinae). De wetenschappelijke naam van de soort is voor het eerst geldig gepubliceerd in 1948 door Toxopeus.